# Bramshill

Mapa de Hampshire

Bramshill é uma comunidade do condado inglês de Hampshire. 
O seu nome tornou-se sinônimo de Police Staff College, uma academia de estudos superiores de polícia e comando, localizada em Bramshill House, Bramshill.
Bramshill pertence ao distrito de Hart. É banhada pelos rios  Whitewater, Blackwater  e Hart e tem como limites as cidades de Farley Hill, Eversley, Hazely, Heckfield, Riseley e Swallowfield.
A partir de 2005 passou a sediar o European Police College ou Collège Européen de Police - CEPOL, a Academia Europeia de Polícia mantida pelo Conselho da União Europeia.